# Тильберг, Маргарета
Маргаре́та Ти́льберг (швед. Margareta Tillberg; р. 21 ноября 1960, Уппсала) — шведский искусствовед.

## Биография
Маргарета Терезия Тильберг родилась 21 ноября 1960 года в Уппсале.
Шведский искусствовед, доцент, специалист по русскому языку и литературе. С 2016 года — старший преподаватель искусствоведения в Уппсальском университете.
В 2003 году защитила кандидатскую диссертацию по художественным исследованиям, проведенным группой по органической культуре при Государственном институте художественной культуры (ГИНХУК) в 1920-е году в Ленинграде.